# Basílica dos Mártires de Uganda
A Basílica dos Mártires de Uganda é uma basílica menor católica romana, localizada em Namugongo, dedicada aos Mártires de Uganda.

## Localização
A basílica está localizada em Namugongo, município de Quira, distrito de Wakiso, no centro de Uganda. Namugongo está localizado a aproximadamente 14 km (9 mi), por estrada, a nordeste do distrito comercial central de Campala, capital de Uganda e maior cidade daquele país da África Oriental.

## História
Os santuários de Namugongo foram reconhecidos pela primeira vez pelo falecido Josué Serufusa-Zaque (1884 - 25 de junho de 1985) quando ele era o Sabadu do subcondado de Quira (1827 - 1928). Joshua Serufusa-Zake construiu uma estrutura no local de Namugongo, onde parece que os santuários foram construídos posteriormente para a oração.
Seu interesse pelo cristianismo aumentou com a participação de seu pai nas guerras que trouxeram o cristianismo a Uganda. O pai de Joshua Serufusa-Zake, Semei Musoke Seruma Katiginya, ganhou o nome de 'Ngubu' por causa das guerras. Pode ser interessante notar que Joshua Serufusa-Zake nasceu em 1884, apenas um ano antes do início das matanças dos mártires de Uganda.

## Visão geral
A inovação para a construção da basílica foi em 1965. A construção foi concluída em 1968. A basílica foi decretada em 28 de abril de 1993 e é administrada pela Arquidiocese Católica Romana de Campala. É construído perto do local onde São Carlos Luanga e São Quizito foram queimados até a morte em 1886 por ordem de Muanga II.

## Eventos recentes
2014 marcou cinquenta anos desde que os mártires de Uganda foram canonizados e elevados à santidade pelo Papa Paulo VI em 18 de outubro de 1964. A ocasião foi marcada por uma Missa em memória na Basílica e esperava-se que o Papa Francisco fosse o celebrante principal. Embora o Papa não tenha visitado em 2014, ele fez a visita a Uganda em novembro de 2015, e celebrou a Missa fora da basílica de Namugongo, no sábado, 28 de novembro de 2015.